# Union des Artistes Modernes

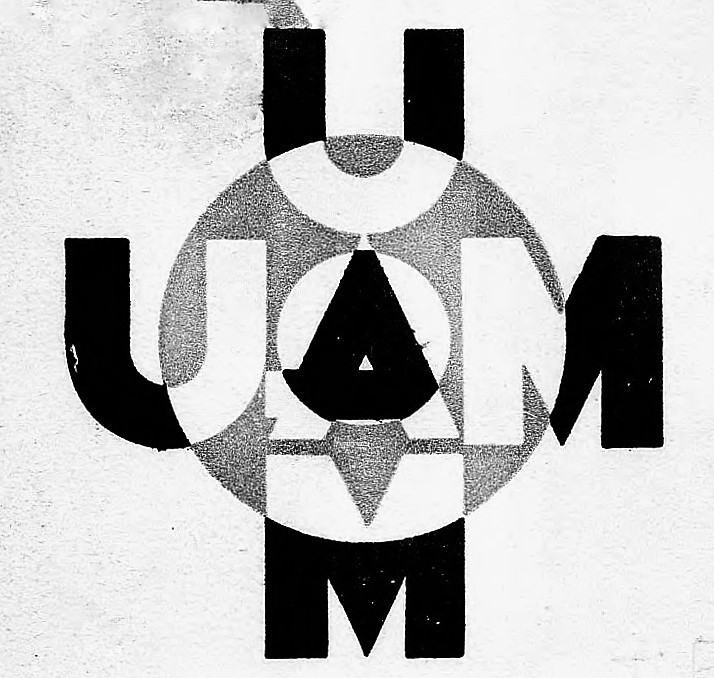
Logo der Union des Artistes Modernes, entworfen von Pierre Legrain

Die Union des Artistes Modernes (UAM) war ein 1929 in Frankreich gegründeter und bis 1958 aktiver Zusammenschluss von avantgardistischer Architekten und Designern.
Neben der Textilkünstlerin Hélène Henry, in deren Appartement (7 Quai des Grands Augustins) die Union gegründet wurde, gehörten zu den Gründungsmitgliedern, die wegen grundsätzlicher Meinungsverschiedenheiten aus der Société des artistes décorateurs (SAD) ausgetreten waren, die Architekten Francis Jourdain (1876–1958), Robert Mallet-Stevens (1886–1945) und René Herbst (1891–1982) und die Innenarchitektin Charlotte Perriand (1903–1999). Bereits kurze Zeit später traten unter anderem Pierre Chareau (1883–1950), Louis Sognot (1892–1969), Charlotte Alix, Jean Burkhalter, Jean Prouvé (1901–1984), Jean Puiforcat (1897–1945) und Alberto Sartoris (1901–1998) der Künstlervereinigung bei.

Weitere Künstler, Charles Peignot (1897–1983), Jean Cocteau (1887–1963), André Gide (1869–1951), Le Corbusier (1887–1965), Sonia Delaunay (1885–1979) und Maximilien Vox (1894–1974) schlossen sich der Gemeinschaft an. 

„Together we tried to break away from the style that survived the first World War. It is not surprising that I tried to accomplish in my field what my friends were doing in theirs.“

Die erste UAM-Ausstellung fand im Jahr 1930 im Musée des Arts décoratifs (Paris) statt.